# 鄭州煤機
鄭州煤礦機械集團股份有限公司，簡稱鄭州煤礦機械集團股份、鄭州煤礦機械集團、鄭州煤礦機械、鄭州煤機，以及鄭煤機（英語：Zhengzhou Coal Mining Machinery Group Company Limited，港交所：0564、上交所：601717），於1958年由當地政府設立當時名為「鄭州煤礦機械廠」。
主要業務在內地經營生產及銷售各種刮板输送机及掘进机产品，董事長為焦承堯，總經理為向家雨，總部位於中国河南省郑州市经开区第九大街167号(450016)，以及中国河南省郑州市华山路105号 (450013) 。
股份分別在2010年8月3日於上海，以及2012年12月5日於香港上市。上海方面，則以招股價為20元人民幣，發行新股為1400萬股，而集資額為2.8億元人民幣；至於香港方面，則以集資額為集资22.95亿至27.15亿港元，招股價為10.38至12.28港元之間，全球發行為221,122,000股H股。
2015年1月28日，該公司接獲河南省人民政府國有資產監督管理委員會（該公司主要股東）通知，擬對省屬機械裝備製造業板塊的國有資產進行調整整合，組建「省屬機械裝備投資集團有限公司」，將該公司的國有股權納入其中。
2017年5月2日鄭州煤機與私募基金崇德投資組建的財團，以5.45億歐元現金收購德國博世（Robert Bosch GmbH）旗下汽車摩打、發電機業務，
Robert Bosch Starter Motors Generators Holding GmbH（SG集團），交易完成後，鄭煤機將持有SG控股不少於86.16%權益

## 連結
- ZZMJ.com